# Хористы
«Хористы» (фр. Les Choristes) — французский фильм режиссёра Кристофа Барратье, вышедший на экраны в 2004 году. Фильм рассказывает о буднях интерната для трудных подростков, в который попадает новый преподаватель. Сценарий написан в соавторстве Барратье и Филиппа Лопе-Кюрваля (Philippe Lopes-Curval) и является адаптацией фильма 1945 года «Клетка для соловья» (La Cage aux rossignols).

## Сюжет фильма
Действие картины разворачивается во Франции 1949 года.
Учитель музыки Клеман Матьё (Clement Mathieu) отчаялся найти работу и пользуется последним шансом — идёт работать в интернат «Дно пруда» (Fond de l’Etang) для трудных подростков, где сталкивается с озлобленными детьми и с жестокими методами работы с ними педагогов. Во главе заведения стоит строгий и непреклонный директор Раше́н (Rachin). Главный принцип его работы — «Акция = реакция», смысл которого сводился к жестокому взысканию после каждой детской выходки. Подобные методы только ожесточали детей.
Сложившемуся укладу пытается противостоять добродушный Матьё. На помощь ему приходит портфель с некогда сочинёнными многочисленными музыкальными произведениями. Ему удаётся организовать школьный хор, несмотря на противодействие директора Рашена.
Среди воспитанников интерната находится Пьер Моранж, обладатель уникального природного голоса, который тут же становится солистом, а затем, по рекомендации Матьё, поступает в консерваторию в Лионе.
Карьера Матьё в интернате не будет долгой — директор находит повод уволить учителя музыки. Но из интерната он уходит не один: с ним убегает один из воспитанников (Пипино), который так ждал, что его из интерната заберёт отец.

## В ролях
| Актёр             | Роль                         |
| ----------------- | ---------------------------- |
| Жерар Жюньо       | учитель музыки Клеман Матьё  |
| Франсуа Берлеан   | директор интерната Рашен     |
| Кад Мерад         | Шабер                        |
| Жан-Поль Боннэр   | папаша Максанс               |
| Жан-Батист Монье  | Пьер Моранж                  |
| Жак Перрен        | Пьер Моранж (в старости)     |
| Мари Бюнель       | Виолетта Моранж (мать Пьера) |
| Максанс Перрен    | Пипино                       |
| Дидье Фламан      | Пипино (в старости)          |
| Грегори Гатиньоль | Модэн                        |

## Интересные факты
- Фильм снимался в замке Шато-де-Равель (Château de Ravel).
- Роль Пьера Моранжа исполнил настоящий солист хора мальчиков Petits Chanteurs de Saint-Marc в Лионе — Жан-Батист Монье.
- Все песни в фильме исполнил хор Petits Chanteurs de Saint-Marc.

## Награды и номинации

### Награды
- 2004 — премия European Film Awards лучшему композитору (Брюно Куле)
- 2005 — две премии «Сезар»: лучшая музыка к фильму (Брюно Куле), лучший звук (Даниэль Собрино, Николя Кантен, Николя Негелен)

### Номинации
- 2004 — две номинации на премию European Film Awards: лучший актёр (Жерар Жюньо), лучший фильм
- 2004 — номинация на премию «Золотая лягушка» фестиваля Camerimage (Доминик Жентиль, Карло Варини)
- 2004 — номинация на приз «Хрустальный глобус» кинофестиваля в Карловых Варах (Кристоф Барратье)
- 2005 — две номинации на премию «Оскар»: лучшая оригинальная песня (Брюно Куле, Кристоф Барратье, песня Look To Your Path (Vois Sur Ton Chemin)), лучший фильм на иностранном языке
- 2005 — три номинации на премию BAFTA: лучший фильм не на английском языке, лучший адаптированный сценарий (Кристоф Барратье, Филипп Лопе-Кюрваль), премия Энтони Эсквита за музыку к фильму (Брюно Куле)
- 2005 — 6 номинаций на премию «Сезар»: лучший фильм, лучший режиссёр, лучшая первая работа (все — Кристоф Барратье), лучший актёр (Жерар Жюньо), лучший актёр второго плана (Франсуа Берлеан), лучшая работа художника (Франсуа Шово)
- 2005 — номинация на премию «Давид ди Донателло» за лучший европейский фильм (Кристоф Барратье)
- 2005 — номинация на премию «Золотой глобус» за лучший фильм на иностранном языке
- 2005 — две номинации на премию «Молодой актёр»: лучший международный художественный фильм, лучший молодой актёр в международном фильме (Жан-Батист Монье)
- 2006 — номинация на премию «Гойя» за лучший европейский фильм (Кристоф Барратье)